# Adoretus inornatus
Adoretus inornatus är en skalbaggsart som beskrevs av Lucas Friedrich Julius Dominikus von Heyden 1889. Adoretus inornatus ingår i släktet Adoretus och familjen Rutelidae. Inga underarter finns listade i Catalogue of Life.